# Lispe septentrionalis
Lispe septentrionalis är en tvåvingeart som beskrevs av Xue och Zhang 2005. Lispe septentrionalis ingår i släktet Lispe och familjen husflugor. Inga underarter finns listade i Catalogue of Life.